# Märkisches Stipendium für Literatur
Das Märkische Stipendium für Literatur wird von der Märkischen Kulturkonferenz e. V. vergeben, der Name bezieht sich auf den Märkischen Kreis in Südwestfalen und seine Geschichte. Das Stipendium ist mit 12.000 Euro dotiert und wird an Autoren verliehen, um deren finanzielle Unabhängigkeit zu gewährleisten. Das Stipendium wird nicht öffentlich ausgelobt. Während einer Lesung in der Stadtbücherei Lüdenscheid, die in der Regel in einer Matinee am 1. November stattfindet, wird einer der eingeladenen Autoren für das Stipendium ausgewählt. Dabei hat das Publikum zusätzlich zu den Mitgliedern der Jury eine Stimme.

## Preisträger
- 1978/1979: Katja Behrens
- 1979/1980: Tina Österreich, Günter Radtke
- 1980/1981: Roderich Feldes
- 1982: Ingrid Bachér
- 1983: Birgitta Arens
- 1984: Guntram Vesper
- 1985: Ulla Hahn
- 1986: Ralf Rothmann
- 1987: Bernd Jentzsch
- 1988: Ulla Berkéwicz
- 1989: Rainer Malkowski
- 1990: Keto von Waberer
- 1991: Thomas Rosenlöcher
- 1992: Anne Duden
- 1993: Maria Regina Kaiser
- 1994: Ulrich Holbein
- 1995: Reinhard Kaiser
- 1996: Burkhard Spinnen
- 1997: Arnold Stadler
- 1998: Karl-Heinz Ott
- 1999: Liane Dirks
- 2000: Norbert Scheuer
- 2001: Alissa Walser
- 2002: Zé do Rock
- 2003: Crauss
- 2004: Karen-Susan Fessel
- 2005: Jan Böttcher
- 2006: Christian Lehnert
- 2007: Clemens Meyer
- 2008: Martin Becker
- 2009: Finn-Ole Heinrich
- 2010: Lydia Daher
- 2011: Verena Rossbacher
- 2012: Ulrike Almut Sandig
- 2013: Judith Schalansky
- 2014: Lisa Kränzler
- 2015: Franziska Wilhelm
- 2016: Kristine Bilkau
- 2017: Katharina Winkler
- 2018: Tijan Sila
- 2019: Marie Gamillscheg
- 2020: Giulia Becker
- 2022: Leona Stahlmann
- 2023: Slata Roschal, Aufteilung des Stipendiums mit den Nominierten Fatma Aydemir und Nastasja Penzar